# Baltic Cup 2022
Der Baltic Cup wird im Jahr 2022 die insgesamt 49. Austragung des Turniers der baltischen Fußballnationalmannschaften seit der Erstaustragung im Jahr 1928. Es gilt damit als das älteste noch ausgetragene internationale Fußballturnier für Nationalmannschaften in Europa. Es findet vom 16. November 2022 bis zum 19. November 2022 in den drei baltischen Staaten Estland, Lettland und Litauen statt. Ausgetragen werden die Spiele in Riga (Lettland) im Daugava-Stadion, in Kaunas (Litauen) im S.Dariaus-und-S.Girėno-Stadion und in Tallinn (Estland) in der A. Le Coq Arena.
An dem Turnier nehmen die Nationalmannschaften aus den drei baltischen Staaten Estland, Lettland und Litauen teil. Zum ersten Mal in der Geschichte dieses Wettbewerbs nimmt Island als Gastmannschaft teil. Titelverteidiger ist Estland. Anders als in den Vorjahren wird nicht im Modus „Jeder gegen Jeden“ gespielt, sondern ein Turnier im K.-o.-System mit zwei Halbfinals, einem Spiel um Platz 3 und einem Finale.

## Gesamtübersicht

### Halbfinale
|                             |   |         |                |
| 16. November 2022 in Riga   |   |         |                |
| Lettland                    | – | Estland | 1:1, 5:3 i. E. |
| 16. November 2022 in Kaunas |   |         |                |
| Litauen                     | – | Island  | 0:0, 5:6 i. E. |

### Spiel um Platz 3
|                              |   |         |     |
| 19. November 2022 in Tallinn |   |         |     |
| Estland                      | – | Litauen | 2:0 |

### Finale
|                           |   |        |                |
| 19. November 2022 in Riga |   |        |                |
| Lettland                  | – | Island | 1:1, 7:8 i. E. |

## Halbfinalspiele
| Lettland                                      | Lettland | Estland | Estland |
| --------------------------------------------- | --- | --- | ------- |
| Lettland                                      | \| Halbfinale 1 \| \| 16. November 2022 in Riga (Daugava-Stadion) \| \| Ergebnis: 1:1 (1:1), 5:3 i. E. \| \| Zuschauer: 1.657 \| \| Schiedsrichter: Robertas Valikonis ( Litauen) \| \| Spielbericht \|                                                                                                  | \| Halbfinale 1 \| \| 16. November 2022 in Riga (Daugava-Stadion) \| \| Ergebnis: 1:1 (1:1), 5:3 i. E. \| \| Zuschauer: 1.657 \| \| Schiedsrichter: Robertas Valikonis ( Litauen) \| \| Spielbericht \|                                                                                                 | Estland |
| Lettland                                      | Rihards Matrevics – Antonijs Černomordijs , Daniels Balodis, Raivis Jurkovskis, Roberts Savaļnieks – Andrejs Cigaņiks (63. Alvis Jaunzems), Artūrs Zjuzins, Jānis Ikaunieks, Eduards Emsis – Roberts Uldriķis (62. Dāvis Ikaunieks), Raimonds Krollis (79. Elvis Stuglis) Cheftrainer: Dainis Kazakevičs | Karl Jakob Hein – Taijo Teniste (82. Vlasiy Sinyavskiy), Ken Kallaste (90.+2' Frank Liivak), Nikita Baranov, Karol Mets, Märten Kuusk – Konstantin Vassiljev , Bogdan Vaštšuk (66. Martin Miller), Mattias Käit – Sergei Zenjov, Rauno Sappinen (67. Erik Sorga) Cheftrainer: Thomas Häberli ( Schweiz) | Estland |
| Lettland                                      | 1:1 Raimonds Krollis (45.+2') | 0:1 Sergei Zenjov (2.) | Estland |
| Lettland                                      | Elfmeterschießen | | Estland |
| Lettland                                      | 1:0 Jānis Ikaunieks 2:1 Artūrs Zjuzins 3:2 Alvis Jaunzems 4:2 Dāvis Ikaunieks 5:3 Elvis Stuglis | 1:1 Karol Mets 2:2 Konstantin Vassiljev 3:2 Sergei Zenjov 4:3 Erik Sorga | Estland |
| Lettland                                      | Roberts Savaļnieks (16.), Jānis Ikaunieks (80.) | Ken Kallaste (83.) | Estland |
| Lettland                                      | Roberts Savaļnieks (90.+2') | | Estland |
| Halbfinale 1                                  | | |         |
| 16. November 2022 in Riga (Daugava-Stadion)   | | |         |
| Ergebnis: 1:1 (1:1), 5:3 i. E.                | | |         |
| Zuschauer: 1.657                              | | |         |
| Schiedsrichter: Robertas Valikonis ( Litauen) | | |         |
| Spielbericht                                  | | |         |

| Litauen                                                      | Litauen | Island | Island |
| ------------------------------------------------------------ | --- | --- | ------ |
| Litauen                                                      | \| Halbfinale 2 \| \| 16. November 2022 in Kaunas (S.Dariaus-und-S.Girėno-Stadion) \| \| Ergebnis: 0:0, 5:6 i. E. \| \| Zuschauer: 5.934 \| \| Schiedsrichter: Andris Treimanis \| \| Spielbericht \| | \| Halbfinale 2 \| \| 16. November 2022 in Kaunas (S.Dariaus-und-S.Girėno-Stadion) \| \| Ergebnis: 0:0, 5:6 i. E. \| \| Zuschauer: 5.934 \| \| Schiedsrichter: Andris Treimanis \| \| Spielbericht \| | Island |
| Litauen                                                      | Edvinas Gertmonas – Saulius Mikoliūnas (50. Rolandas Baravykas), Linas Klimavičius, Edvinas Girdvainis, Artemijus Tutyškinas (71. Natanas Žebrauskas) – Arvydas Novikovas, Fedor Černych, Domantas Šimkus (71. Gvidas Gineitis), Modestas Vorobjovas, Justas Lasickas (88. Klaudijus Upstas) – Armandas Kučys (71. Paulius Golubickas) Cheftrainer: Reinhold Breu ( Deutschland) | Alex Rúnarsson – Hörður Björgvin Magnússon, Sverrir Ingi Ingason, Davíð Kristján Ólafsson, Valgeir Lunddal Friðriksson – Birkir Bjarnason (82. Aron Elís Þrándarson), Jóhann Berg Guðmundsson (62. Arnór Sigurðsson), Þórir Jóhann Helgason (62. Mikael Anderson) – Ísak Jóhannesson (62. Andri Guðjohnsen), Hákon Arnar Haraldsson (75. Stefán Teitur Þórðarson), Jón Dagur Þorsteinsson (75. Mikael Egill Ellertsson) Cheftrainer: Arnar Viðarsson ( Island) | Island |
| Litauen                                                      | Elfmeterschießen | | Island |
| Litauen                                                      | 1:0 Edvinas Girdvainis 2:1 Gvidas Gineitis 3:2 Arvydas Novikovas 4:3 Paulius Golubickas 5:4 Rolandas Baravykas 5:5 Natanas Žebrauskas | 1:1 Andri Guðjohnsen 2:2 Stefán Teitur Þórðarson 3:3 Arnór Sigurðsson 4:4 Mikael Anderson 5:5 Sverrir Ingi Ingason 5:6 Aron Elís Þrándarson | Island |
| Litauen                                                      | Saulius Mikoliūnas (11.), Arvydas Novikovas (90.+1') | Ísak Jóhannesson (14.), Sverrir Ingi Ingason (25.), Hörður Björgvin Magnússon (81.) | Island |
| Litauen                                                      | Hörður Björgvin Magnússon (84.) | | Island |
| Halbfinale 2                                                 | | |        |
| 16. November 2022 in Kaunas (S.Dariaus-und-S.Girėno-Stadion) | | |        |
| Ergebnis: 0:0, 5:6 i. E.                                     | | |        |
| Zuschauer: 5.934                                             | | |        |
| Schiedsrichter: Andris Treimanis                             | | |        |
| Spielbericht                                                 | | |        |

## Spiel um Platz 3
| Estland                                            | Estland | Litauen | Litauen |
| -------------------------------------------------- | --- | --- | ------- |
| Estland                                            | \| Finale \| \| 19. November 2022 in Tallinn (A. Le Coq Arena) \| \| Ergebnis: 2:0 (0:0) \| \| Zuschauer: 1.563 \| \| Schiedsrichter: Vitālijs Spasjoņņikovs ( Lettland) \| \| Spielbericht \| | \| Finale \| \| 19. November 2022 in Tallinn (A. Le Coq Arena) \| \| Ergebnis: 2:0 (0:0) \| \| Zuschauer: 1.563 \| \| Schiedsrichter: Vitālijs Spasjoņņikovs ( Lettland) \| \| Spielbericht \| | Litauen |
| Estland                                            | Karl Jakob Hein – Ken Kallaste (30. Vlasiy Sinyavskiy), Karol Mets, Märten Kuusk, Rasmus Peetson, Michael Lilander (83. Taijo Teniste) – Konstantin Vassiljev (64. Georgi Tunjov), Markus Soomets, Rocco Shein (64. Mattias Käit) – Rauno Sappinen (83. Bogdan Vaštšuk), Erik Sorga (64. Sergei Zenjov) Cheftrainer: Thomas Häberli ( Schweiz) | Marius Adamonis – Edvinas Girdvainis , Rolandas Baravykas, Vilius Armalas (46. Domantas Šimkus), Natanas Žebrauskas (65. Artemijus Tutyškinas), Klaudijus Upstas (66. Justas Lasickas) – Modestas Vorobjovas, Paulius Golubickas (46. Fedor Černych), Gvidas Gineitis, Tomas Kalinauskas (46. Arvydas Novikovas) – Armandas Kučys (46. Augustinas Klimavičius) Cheftrainer: Reinhold Breu ( Deutschland) | Litauen |
| Estland                                            | 1:0 Sergei Zenjov (65.) 2:0 Rasmus Peetson (89.) | | Litauen |
| Estland                                            | Natanas Žebrauskas (24.), Justas Lasickas (68.), Gvidas Gineitis (70.) | | Litauen |
| Finale                                             | | |         |
| 19. November 2022 in Tallinn (A. Le Coq Arena)     | | |         |
| Ergebnis: 2:0 (0:0)                                | | |         |
| Zuschauer: 1.563                                   | | |         |
| Schiedsrichter: Vitālijs Spasjoņņikovs ( Lettland) | | |         |
| Spielbericht                                       | | |         |

## Finale
| Lettland                                    | Lettland | Island | Island |
| ------------------------------------------- | --- | --- | ------ |
| Lettland                                    | \| Finale \| \| 19. November 2022 in Riga (Daugava-Stadion) \| \| Ergebnis: 1:1 (0:0), 7:8 i. E. \| \| Zuschauer: 997 \| \| Schiedsrichter: Joonas Jaanovits ( Estland) \| \| Spielbericht \|                                                                                     | \| Finale \| \| 19. November 2022 in Riga (Daugava-Stadion) \| \| Ergebnis: 1:1 (0:0), 7:8 i. E. \| \| Zuschauer: 997 \| \| Schiedsrichter: Joonas Jaanovits ( Estland) \| \| Spielbericht \| | Island |
| Lettland                                    | Pāvels Šteinbors – Andrejs Cigaņiks, Antonijs Černomordijs , Vladislavs Sorokins, Raivis Jurkovskis (80. Dāvis Ikaunieks), Daniels Balodis – Artūrs Zjuzins, Jānis Ikaunieks, Eduards Emsis (88. Elvis Stuglis) – Alvis Jaunzems, Raimonds Krollis Cheftrainer: Dainis Kazakevičs | Patrik Gunnarsson – Daníel Leó Grétarsson, Davíð Kristján Ólafsson, Alfons Sampsted, Aron Elís Þrándarson – Arnór Sigurðsson, Mikael Anderson (76. Mikael Egill Ellertsson), Stefán Teitur Þórðarson, Ísak Jóhannesson – Hákon Arnar Haraldsson (76. Þórir Jóhann Helgason), Sveinn Guðjohnsen Cheftrainer: Arnar Viðarsson ( Island) | Island |
| Lettland                                    | 1:1 Andrejs Cigaņiks (67.) | 0:1 Ísak Jóhannesson (62., Elfmeter) | Island |
| Lettland                                    | Elfmeterschießen | | Island |
| Lettland                                    | 1:1 Jānis Ikaunieks 2:2 Artūrs Zjuzins 3:3 Dāvis Ikaunieks 4:4 Alvis Jaunzems 5:5 Elvis Stuglis 6:6 Vladislavs Sorokins 7:7 Andrejs Cigaņiks 7:8 Antonijs Černomordijs | 0:1 Ísak Jóhannesson 1:2 Sveinn Guðjohnsen 2:3 Þórir Jóhann Helgason 3:4 Arnór Sigurðsson 4:5 Stefán Teitur Þórðarson 5:6 Aron Elís Þrándarson 6:7 Mikael Egill Ellertsson 7:8 Daníel Leó Grétarsson | Island |
| Lettland                                    | Eduards Emsis (81.), Jānis Ikaunieks (82.), Artūrs Zjuzins (87.) | Stefán Teitur Þórðarson (22.), Davíð Kristján Ólafsson (24.), Mikael Anderson (74.), Sveinn Guðjohnsen (77.) | Island |
| Lettland                                    | Raimonds Krollis (27.) | | Island |
| Finale                                      | | |        |
| 19. November 2022 in Riga (Daugava-Stadion) | | |        |
| Ergebnis: 1:1 (0:0), 7:8 i. E.              | | |        |
| Zuschauer: 997                              | | |        |
| Schiedsrichter: Joonas Jaanovits ( Estland) | | |        |
| Spielbericht                                | | |        |